# Andalusos
Els andalusos (castellà: andaluces) són un poble originari d'Andalusia, al sud de la península Ibèrica.

## Llengua
La llengua pròpia és l'andalús, un dialecte constitutiu del castellà. Els trets dialectals de l'andalús han sigut percebudes a vegades com un patuès o "mal parlar", ja que s'allunya de la pronúncia i gramàtica normatives estàndards del castellà. Alguns defensen emprar formes més acostades al parlar andalús.

## Demografia
Amb una població de 8.675.672 (2022) habitants, els andalusos representen un 17,2 de la població total espanyola.
Existeixen grups importants d'andalusos fora d'Andalusia, especialment en conseqüència de l'emigració històrica, entre el 1950 i el 1970, de més d'1,5 milions, sobretot cap a Barcelona,
Madrid, França, Alemanya i Suïssa. La Junta declara que 1,5 milions viuen fora d'Andalusia i 140.000 viuen fora de l'Estat Espanyol, donat un total de 9.500.000 d'andalusos i andaluses. Els indrets amb més andalusos són Catalunya (754.174 (2006)), Madrid (285.164 (2006)), el País Valencià (218,440 (2006)), el País Basc (46.441 (1991)), les Illes Balears (71,940 (1991)), i Murcia (36,278 (1991)); la resta de l'Estat n'aplega 162,333 (1991)
Hi ha 351 comunitats andaluses reconegudes per la Junta, 158) d'elles a Catalunya, 49 al País Valencià, 33 a la Comunitat de Madrid, i 63 fora de l'Estat.

## Cultura

### Religió
Els andalusos són predominantment de confessió catòlica.

## Andalusos il·lustres

### Actors
Entre els actors andalusos de renom figuren Esther Arroyo, Antonio Banderas, Pilar Bardem, Maria Barranco, Pablo Carbonell, Paco León, Soledad Miranda, Fran Perea, Verónica Sánchez i Paz Vega.

### Toreros
Gran part dels toreros del món són originaris d'Andalusia. Els més destacats són Juan Belmonte, Manuel Benítez el Cordobés, Jose Gomez Joselito, Rafael Guerra Guerrita, Rafael Molina, Lagartijo, Francisco Montes Paquiro, Antonio Ordóñez, Cayetano Ordóñez El Niño de La Palma, Manuel Laureano Rodríguez Manolete, 
Francisco Rivera Pérez Paquirri i Curro Romero.

### Exploradors i conqueridors
Els andalusos formarenun grup important en el descobriment i conquesta d'Amèrcia, entre ells, Juan Díaz de Solís, Vicente Yáñez Pinzón, Martin Alonzo Pinzón i Pedro Alonso Niño, navegadors; Álvaro Núñez Cabeza de Vaca, explorador dels Estats Units; Juan de Padilla, missioner.

### Polítics i líders
Entre els líders i polítics famosos d'Andalusia, hi ha Abd-ar-Rahman III, Emir de Còrdova; Niceto Alcalá-Zamora, president espanyol; Al-Mansur Almanzor; Javier Arenas, vicepresident espanyol; Arganthonios, rei de Tartèssia; Álvaro de Bazán y Guzmán, almirall; Boabdil, rei de Granada; Antonio Cánovas del Castillo, president espanyol; Emilio Castelar, president republicà espanyol; Manuel Chaves González, president andalús; Gonzalo Fernández de Córdoba El Gran Capitán, general; Bernardo de Gálvez, governador de Louisiana; Felipe Gonzalez, president espanyol; Hadrià, emperador romà; Blas Infante, ideòleg del nacionalisme andalús; Lluïsa de Medina-Sidonia, reina de Portugal; Antonio de Mendoza, virrei de Nova Espanya i el Perú; Ramón Maria Narváez, president espanyol; Miguel Primo de Rivera, dictador i president espanyol; Nicolás Salmerón, president republicà espanyol; Trajà, emperador romà; i Antonio de Ulloa, governador de Louisiana.

### Músics
Entre els andalusos relacionats amb la música hi ha els ballarins Sara Baras, Eva Yerbabuena, Cristina Hoyos i Joaquín Cortés; els músics Paco de Lucía, Vicente Amigo i Andrés Segovia; els cantants Rocío Jurado, Isabel Pantoja, Lola Flores, Rafael Martos Raphael, Joaquín Sabina, Miguel Ríos, David Bisbal, David de María, Niña Pastori i Manolo Corrales; els compositors Manuel de Falla, Joaquín Turina, Cristóbal de Morales i Alonso Lobo; i Vicente Espinel.

### Autors i Literats
Entre els andalusos dedicats a la literatura amb trajectòries més notables destaquen, entre d'altres, el premi nobel Juan Ramon Jimenez, el poeta Federico Garcia Lorca, el cordovès Luis de Góngora, l'escriptor i filòsof Sèneca, el poeta Luis Cernuda o Gustavo Adolfo Bécquer.